# Gossip (EP)
Gossip è un EP del gruppo italiano Sergio Caputo Trio, pubblicato nel 2021 dall'etichetta discografica Sony Music.

## Descrizione
EP del "Sergio Caputo Trio" con 5 canzoni che comprende l'inedito Gossip, brano registrato in periodo di lockdown, presentato e non accettato al Festival di Sanremo del 2021 più 4 classici del repertorio del cantautore.

## Tracce
Testi e musiche di Sergio Caputo.
1. Gossip – 3:36
2. Amore all'estero – 3:35
3. Hemingway Caffè Latino – 3:52
4. Un sabato italiano – 3:39
5. Metamorfosi – 4:23

Durata totale: 19:05

## Formazione
- Sergio Caputo - voce, chitarra
- Fabiola Torresi - voce, basso
- Alessandro Marzi - voce, batteria, pianoforte